# József Romhányi
József Romhányi (* 8. März 1921 in Budapest; † 7. Mai 1983 ebenda) war ein ungarischer Schriftsteller, Drehbuchautor und Librettist.
Romhányi besuchte die Musikschule von Budapest. 1951 wurde er Dramaturg beim Ungarischen Rundfunk. Von 1960 bis 1962 wirkte er als künstlerischer Leiter der Unterhaltungsabteilung des ungarischen Fernsehens, danach bis zu seinem Tod als Dramaturg der Musikabteilung des Ungarischen Rundfunks.
Ab den 1960er Jahren erstellte er die ungarischen Übersetzungen von mehreren Hanna-Barbera Cartoons, darunter Familie Feuerstein und Hucky und seine Freunde. Die in witzigen Reimen geschriebenen Dialoge erlangten Kultstatus und brachten Romhányi den Spitznamen „Rímhányó“ (etwa „Reimewerfer“) ein.
Romhányi verfasste Drehbücher zur Zeichentrickfilmen wie Vuk (Vuk – der kleine Fuchs, mit Attila Dargay und József Nepp) und -serien wie A Mézga család különös kalandjai (Adolars phantastische Abenteuer bzw. Archibald, der Weltraumtrotter), Vakáción a Mézga-család" und Kérem a következőt!. Weiterhin übersetzte er die Libretti von Christoph Willibald Glucks Orfeo ed Euridice, Gioachino Rossinis Graf Ory und Carl Orffs Die Kluge, schrieb die Texte zu Rezső Sugárs Oratorien Hunyadi und Höse ének und Libretti zu den Opern Báthory Zsigmond von Zoltán Horusitzky, Muzsikus Péter von György Ránki und Légy jó mindhalálig von Ferenc Szabó. Außerdem trat er als Lyriker und Autor von Kinderbüchern hervor.

## Werke
- Mese az egér farkincájáról, Verserzählung, Budapest 1966
- Tíz pici coca, Gedichte, Budapest 1969
- Mézga Aladár különleges kalandjai, phantastischer Roman, Budapest 1974
- Doktor Bubó, humoristische Erzählung (mit Zeichnungen von Béla Ternovszky), Budapest 1979
- Szamárfül, verspielte Verse, 1983